# Prix Bogolioubov pour les jeunes scientifiques
Pour les articles homonymes, voir Prix Bogolioubov.
Le prix Bogolioubov pour les jeunes scientifiques récompense tous les deux ans depuis 1999 un physicien de moins de trente-trois ans pour une contribution majeure à la physique théorique.

## Description
Le prix Bogolioubov pour les jeunes scientifiques a été créé par l'Institut unifié de recherches nucléaires (JINR), organisation internationale intergouvernementale située en Russie, en l'honneur du physicien et mathématicien Nikolaï Bogolioubov. Ce prix international récompense chaque année un jeune physicien ayant apporté une contribution exceptionnelle à la physique théorique. Les lauréats se distinguent par une très grande maturité scientifique, un travail reconnu internationalement et leur capacité à utiliser un formalisme mathématique élaboré pour résoudre différents problèmes de physique théorique (comme le fit N. Bogolioubov en physique non linéaire, en physique statistique, en physique des particules et en théorie quantique des champs). Ils doivent être âgés de moins de 33 ans l'année où le prix leur est attribué, sans distinction de nationalité. Le prix est remis à Doubna où se trouve le plus grand laboratoire de physique théorique au monde et l'analogue du CERN en Russie.

## Jury
Le jury est présidé par le directeur honoraire du Bogoliubov Laboratory of Theoretical Physics (BLTP), l'académicien D. V. Chirkov, coauteur de nombreux travaux avec N. Bogolioubov.

## Quelques lauréats
- 1999-2000 : Oleg Chvedov pour ses travaux sur les méthodes asymptotique en physique statistique et théorie quantique des champs[2]
- 2001-2002 : Ievguenii Ivachkevitch pour ses méthodes analytiques appliquées à la physique statistique hors d'équilibre[3]
- 2005-2006 : Aurélien Barrau pour l'ensemble de ses articles théoriques en cosmologie et astrophysique des particules[4]